# Famille Fuchs
Fuchs est le patronyme d'une famille hongroise originaire de Haute-Hongrie.

## Origines
Famille luthérienne de Haute-Hongrie, elle est installée de longue date à Lőcse ou Leutschau, aujourd'hui Levoča en Slovaquie, capitale des saxons du comitat de Szepes du XIIIe jusqu'en 1918, au sein du royaume de Hongrie.

## Membres notables
- Michael Fuchs, maître tailleur, marchand bourgeois de Lőcse, et Elisabeth Lang dont:
  - Johann Michael Fuchs (1764-1844), sénateur de Lőcse, important marchand.
  - Johann Samuel Fuchs (1770-1817 ), enseignant, évêque luthérien de Lemberg.
    - Frigyes Fuchs (hu) (1799-1874), ingénieur forestier, cartographe, dirigeant de la Société des Carpates hongroise, écrivain prolifique, expert et promoteur des Hautes Tatras, auteur du premier guide touristique à grande échelle des Hautes Tatras.
    - Wilhelm (Vilmos) Fuchs (de) (1802-1853), docteur en chimie, ingénieur des mines, membre correspondant de l'Académie des sciences de Vienne.
    - Albert Fuchs (sk) (1808-1894), enseignant de philosophie et de théologie puis professeur de physique et de mathématique. Auteur fertile, son ouvrage le plus célèbre est l’"Histoire naturelle" (Természettan elemei) publié à Kassa (1845) puis à Pest (1854) et qui est l’un des premiers manuels scolaires hongrois.
      - Theodor (Tivadar) Fuchs (1842-1925), géologue, paléontologue, conservateur, professeur, membre de l'Académie des sciences de Vienne, directeur du département du Musée KuK d'histoire naturelle.
      - Karol Henrich Fuchs (sk) (1851-1916), mathématicien, physicien, enseignant.

  - Christian Fuchs (ca 1775-1848), industriel et négociant en tabac à Pest, fondateur et propriétaire de l’une des plus grandes usines de tabac, superviseur de l'Église évangélique allemande de Pest et fondateur de la première banque hongroise. Frère de l'évêque de Lemberg.
    - Rudolf Fuchs (1809-1892), industriel et journaliste.
      - Henriette Fuchs (1841°), épouse du docteur en chirurgie Gyula Koller.
      - Carolina Fuchs (1844-1905), épouse de Henrik Gottfried Glatz (1844-1905), entrepreneur homme de presse, dont le peintre Oszkár Glatz.
      - Auguszta Fuchs (1846-1903), épouse de l'industriel Konrád Burchard-Bélaváry.
      - Melénia Fuchs (1857-1913), épouse du professeur Vilmos Schulek.

    - Gusztáv Fuchs (1816-1889), industriel, homme politique hongrois.

## Galerie

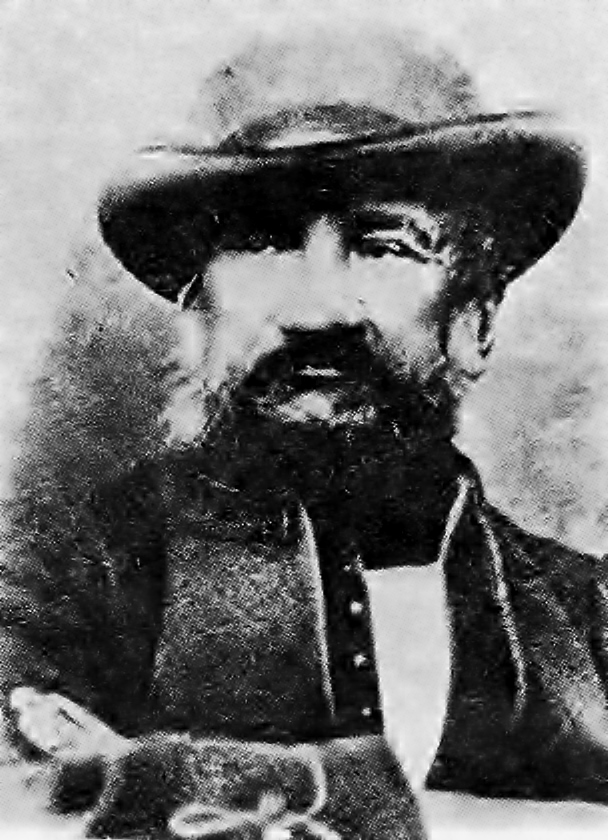
Friedrich (Frigyes) Fuchs (1799-1874)
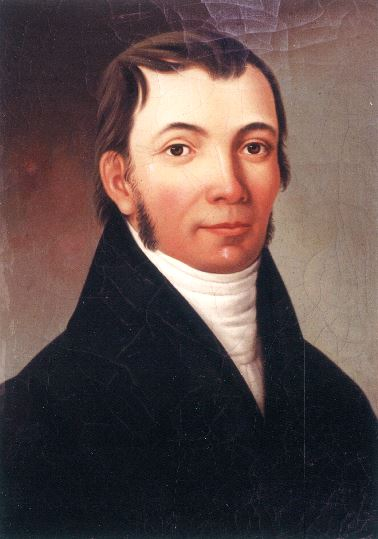
Johann Michael Fuchs (1764-1844)
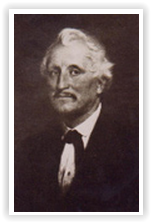
Rudolf Fuchs (1809-1892)
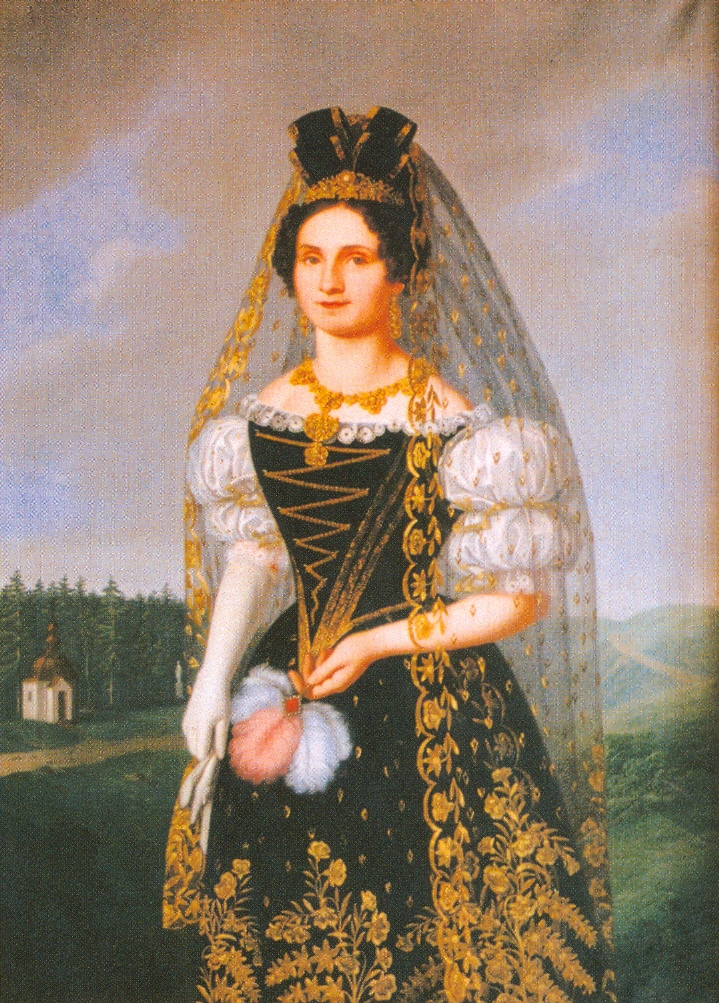
Mme András Probstner de Újlubló et Jakubany née Amália Fuchs († 1860) par Josef Czauczik (1834), Galerie nationale hongroise
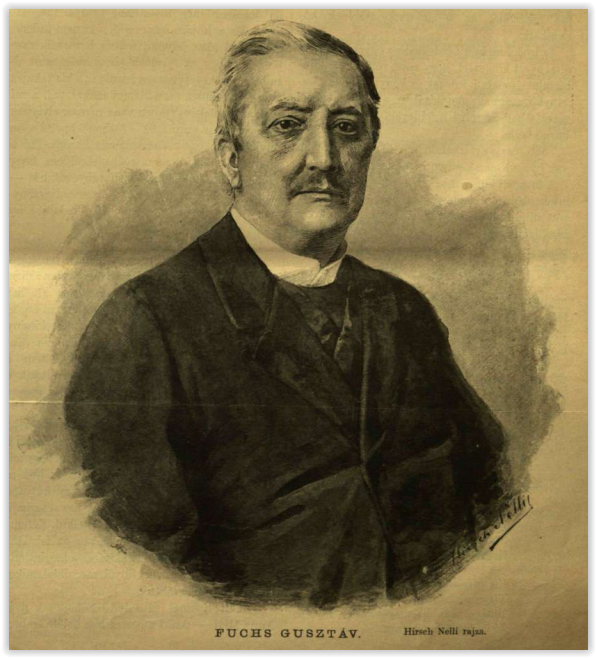
Gusztáv Fuchs (1816-1889)
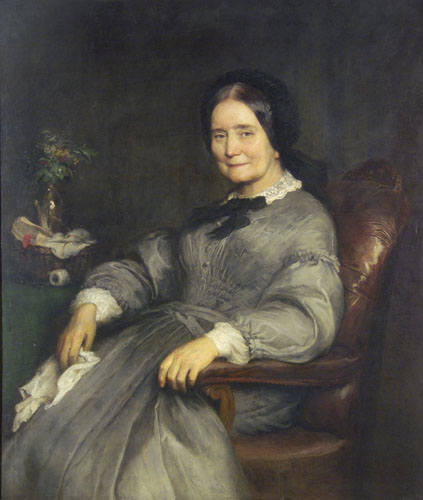
Mme Chrisitan Fuchs née Johanna Szepessy (1787-1869) par Bertalan Székely, Galerie nationale hongroise
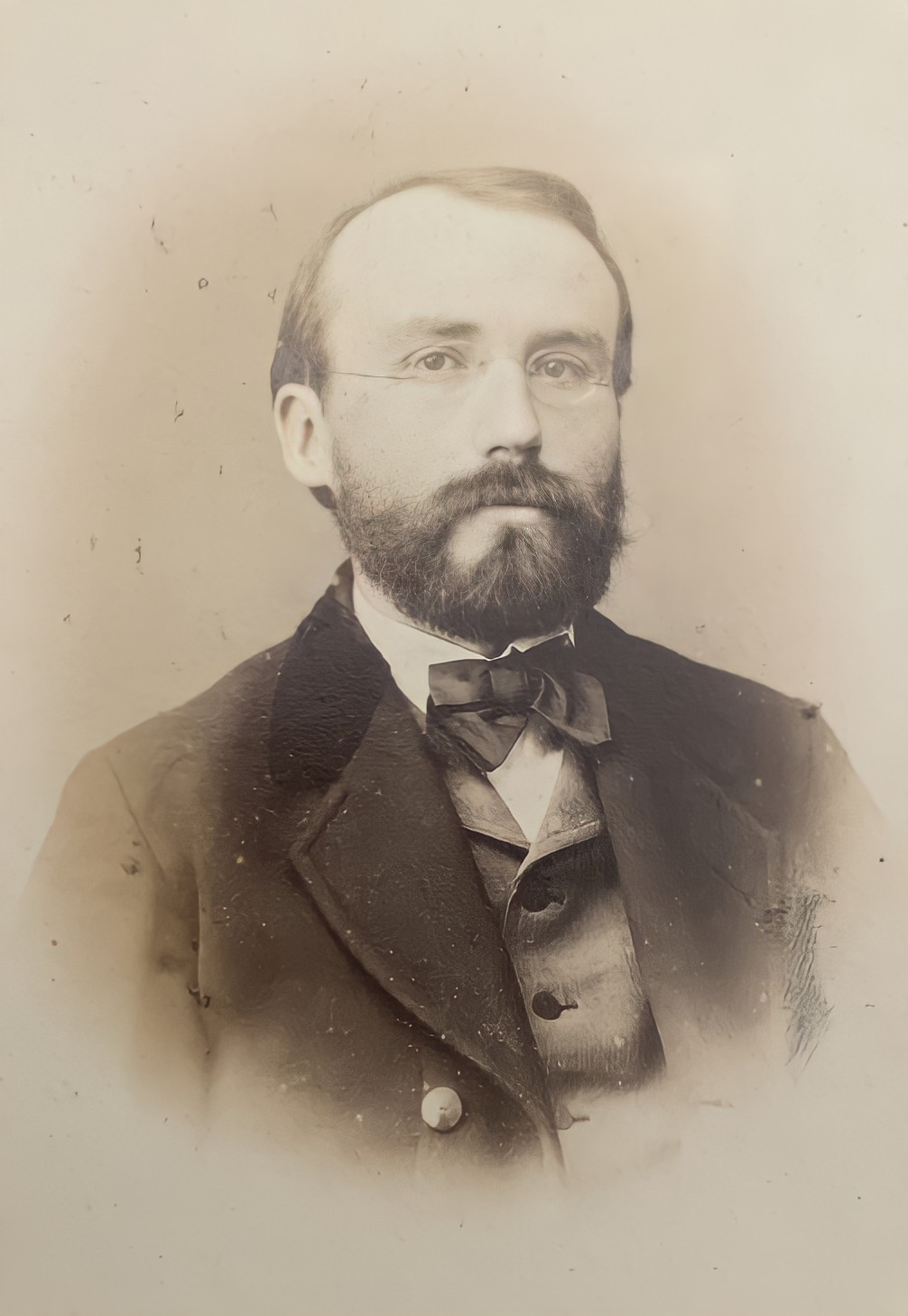
Le naturaliste Theodor Fuchs (vers 1871)
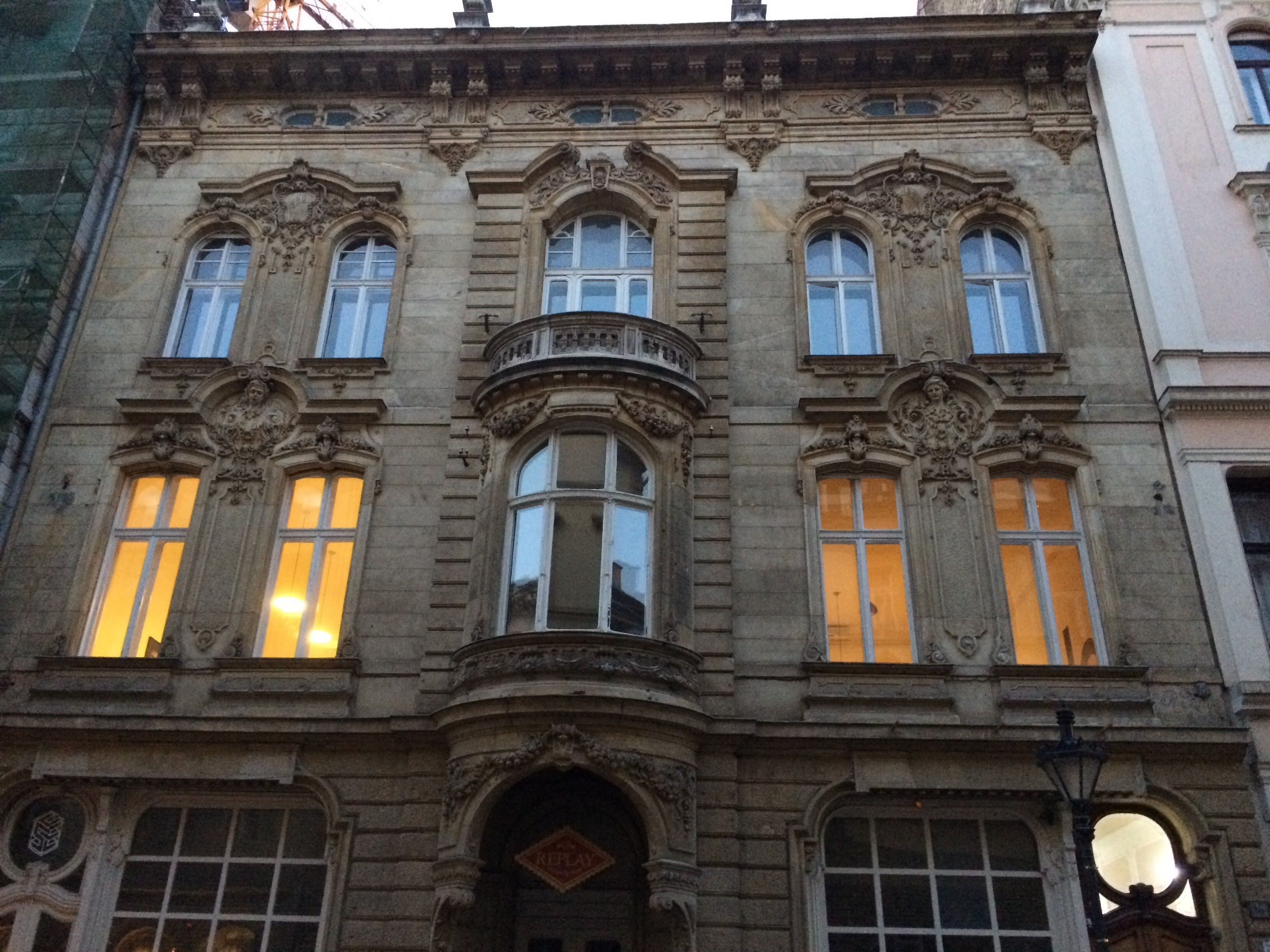
Hôtel Fuchs de Budapest (fin XIXe)

## Sources
- Nándor Rezsabek: "Fuchs Albert", site de l'Église Evangélique Hongroise
- Article "Fuchs Gusztáv", Vasárnapi Ujság (hu), 1889 in "Archives Digitale" (keptar.oszk)
- Judit Klement: Nagypolgár famíliák a 19. századi Pest-Budán és Budapesten ("Upper-middle class families in the 19th century in Pest-Buda and in Budapest"), 2007